# Fritz Landauer (Unternehmer)
Fritz Landauer (geboren 23. September 1898 in Heilbronn; gestorben 10. Mai 1977 ebenda) war ein deutscher Unternehmer und Inhaber der Hammer-Brennerei Landauer & Macholl in Heilbronn.

## Leben
Landauer war der Sohn von Ludwig und Jenny Landauer. Der Vater war zusammen mit seinem Bruder Theodor schon früh im familieneigenen Unternehmen aktiv, das von Fritz Landauers Großvater Max Landauer 1861 als Handlung mit Spirituosen, Cigarren, Produkten en gros begründet worden war.
Fritz Landauer besuchte zunächst das Realgymnasium in Heilbronn und begann anschließend eine Lehre als Bankkaufmann. Nachdem Landauers Onkel krankheitsbedingt aus dem Unternehmen ausgeschieden war, musste Fritz Landauer seine Ausbildung abbrechen und trat am 1. September 1920 selbst an der Seite seines Vaters in das Unternehmen ein.
1924 heiratete Fritz Landauer Clara Moser (1903–1982), die Tochter eines Kaufmanns aus Ludwigsburg, eine Christin. Das Paar bekam zwei Söhne: Werner (1926–2020) und Gerhard (1931–1964). Wohl Ende der 1920er Jahre trat Fritz Landauer aus der Heilbronner Israelitischen Gemeinde aus.
Schon ab 1924 übernahm Fritz Landauer die Unternehmensleitung aufgrund einer Erkrankung seines Vaters. Nach dem Tod des Vaters 1925 wurden Fritz und seine Mutter Jenny alleinige Gesellschafter des Unternehmens: Die Hammer-Brennerei Landauer & Macholl war nun eine der bekanntesten und größten Spirituosen-Fabriken Deutschlands.
In der Zeit des Nationalsozialismus war das Unternehmen zunächst antisemitischen Hetzkampagnen ausgesetzt. In der Reichspogromnacht 1938 wurde dann die Wohnung Fritz Landauers in der Klettstraße 5 in Heilbronn zerstört. Fritz und seine beiden Brüder wurden verhaftet. Während er selbst für 22 Tage im sogenannten Schutzhaftlager Welzheim festgehalten wurde, kamen seine Brüder Max und Robert für 103 bzw. 50 Tage in das KZ Dachau. 1939 wurden beide Brüder noch einmal für gut drei Wochen in Welzheim interniert.
Unter Zwang musste Landauer schließlich sein Unternehmen verkaufen. Statt der geschätzten 1,57 Mio. Reichsmark erhielt Landauer lediglich 710.000 Reichsmark; eine Summe, über die er jedoch nicht frei verfügen durfte und die durch zahlreiche Abgaben, wie zum Beispiel die „Reichsfluchtsteuer“, weiter zusammenschmolz. Seine Frau durfte keine Anteile mehr am Unternehmen besitzen.
Landauers Mutter und seine Brüder Max und Robert flohen im April 1940 zu Verwandten nach Brasilien. Fritz Landauer blieb in Deutschland. Nach dem gescheiterten Attentat auf Hitler durch Georg Elser vom 9. November 1939 wurde er verhaftet und kam 13 Tage in sog. „Schutzhaft“ in Heilbronn und später in Stuttgart. Ab Juni 1940 arbeitete er als Zwangsarbeiter in einem Schmierölunternehmen, während seine Frau sich mit den Söhnen in ein Wochenendhaus in Wüstenrot zurückzog.
Am 4. Dezember 1944 wurde Landauers Fabrik beim Luftangriff auf Heilbronn durch einen Bombenangriff zerstört.
Nach dem Einmarsch der Amerikaner wurde Fritz Landauer zum treuhänderischen Geschäftsführer der Hammer-Brennerei bestellt. In den folgenden Jahren baute er sein Unternehmen wieder auf. Um die Rückerstattungen und Entschädigungen musste er jedoch lange kämpfen.
Das Unternehmen erlebte in den Nachkriegsjahren einen beispiellosen Aufstieg, nicht zuletzt auch durch den Einsatz moderner Marketingmethoden.
Landauer war Vorsitzender des Verbandes der württembergisch-badischen Spirituosen-Industrie, Mitglied im Präsidium des Bundesfachverbandes der Deutschen Spirituosen-Industrie, saß im Vorstand des Schutzverbandes der Spirituosen-Industrie und des Verbandes der Weinbrennereien und hatte noch weitere Posten inne.
1975 zog sich Landauer aus dem Geschäftsbetrieb zurück, zwei Jahre später starb er. 1981 wurde die Hammer-Brauerei aufgelöst, die Markenrechte wurden verkauft.

## Auszeichnungen
- 1961: Bundesverdienstkreuz Erster Klasse[5]